# Сакире (Дманисский муниципалитет)
Сакире (груз. საკირე) — село в Грузии, на территории Дманисского муниципалитета края (мхаре) Квемо-Картли.

## География
Село находится в юго-восточной части Грузии, в пределах северных предгорий Сомхетского хребта, в долине реки Финесаури, на расстоянии приблизительно 8 километров (по прямой) к юго-востоку от города Дманиси, административного центра муниципалитета. Абсолютная высота — 1286 метров над уровнем моря.

## Население
По результатам официальной переписи населения 2014 года в Сакире проживало 46 человек (29 мужчин и 17 женщин). В национальной структуре населения грузины составляли 56,5 %, азербайджанцы — 37 %, греки — 6,5 %.
| Год  | Население, человек |
| ---- | ------------------ |
| 2002 | 49                 |
| 2014 | ↘ 46               |